# Charles Jean Firmin Maillard
Pour les articles homonymes, voir Charles Maillard et Maillard.
Charles Jean Firmin Maillard est un homme politique français né le 2 avril 1774 à Paris et mort dans la même ville le 16 janvier 1854.

## Biographie
Charles Jean Firmin Maillard est le fils de Jean Léonard Maillard, écuyer, conseiller du roi, receveur général des domaines et bois de la province du Hainault, et de Marie Henriette Charlotte Gissey.
Il est élève de l'École polytechnique, puis de l'École des ponts et chaussées.
Il est sous-préfet de la Louisiane en 1802, poste qu'il n'a pas le temps d'occuper, le territoire étant cédé par la France en 1803. Il est sous-préfet de Saint-Jean-d'Angély en 1803. 
Il s'est marié en 1804 avec Henriette Martin-Monteuil, née à Niort, morte à Paris le 7 janvier 1839.
Il est auditeur au Conseil d’État en 1809, puis maître des requêtes et chevalier de la Légion d'honneur en 1811. Après un rapport sur le dessèchement des polders en Hollande, il dirige l'administration des polders et des canaux en Hollande. 
Après la chute de l'Empire, il est nommé maître des requêtes au Conseil du roi en juillet 1814. Il est nommé en septembre 1814 au comité contentieux du Trésor. Il reste au Conseil d'État pendant les Cent-Jours. Il est disgracié après le retour des Bourbons. Puis il est rattaché à la section du contentieux du Conseil d'État en 1818 et nommé conseiller d'État sur les recommandations d'Anne Brochet de Vérigny (1775-1825). En 1830, il refuse d'être nommé président de la section du contentieux. Il est alors nommé vice-président de la section de l'Intérieur et de l'Instruction publique du Conseil d'État en 1833. Il est nommé pair de France et grand officier de la Légion d'honneur en 1844. Il reste à la tête de la section de l'Intérieur en 1848. En 1849, il est nommé président de la section du contentieux du Conseil d'État. Il prend sa retraite en 1852 mais il est rappelé par Napoléon III. Il s'oppose à la spoliation des biens de la famille d'Orléans et doit démissionner. Il est nommé sénateur.
Il devient président de la section de l’Intérieur du Conseil d'État, en 1833. Il est membre de la Chambre des pairs de 1839 à 1848 et sénateur du Second Empire le 31 décembre 1852.

## Distinctions
- Chevalier de la Légion d'honneur en 1811.
- Officier de la Légion d'honneur en 1833.
- Commandeur de la Légion d'honneur en 1836.
- Grand officier de la Légion d'honneur en 1844[2].